# 336 Lacadiera
336 Lacadiera је астероид главног астероидног појаса. Приближан пречник астероида је 69,31 km,
а средња удаљеност астероида од Сунца износи 2,251 астрономских јединица (АЈ).
Инклинација (нагиб) орбите у односу на раван еклиптике је 5,646 степени, а орбитални период износи 1234,027 дана (3,378 године). Ексцентрицитет орбите астероида износи 0,094.
Апсолутна магнитуда астероида износи 9,76 а геометријски албедо 0,045.
Астероид је откривен 19. септембра 1892. године.